# George Allen
George Felix Allen (ur. 8 marca 1952) – amerykański polityk, senator ze stanu Wirginia (wybrany w 2000), członek Partii Republikańskiej.
W listopadzie 1993 został wybrany na gubernatora stanu Wirginia i pełnił tę funkcję w latach 1994–1998.
Kandydował na drugą kadencję w wyborach które odbyły się 7 listopada 2006. Jego przeciwnikiem z Partii Demokratycznej był Jim Webb, były sekretarz marynarki wojennej. Według wstępnych wyników różnica głosów była tak mała (mniej niż 10 tys. z około 2,4 mln oddanych głosów) że przewidywano potrzebę ponownego przeliczenia głosów, które miało nastąpić prawdopodobnie w grudniu. Od wyniku zależałoby która partia zdobędzie większość w Senacie, więc proces ten mógł okazać się kontrowersyjny. Po kilku dniach niepewności, pełniejsze wyniki wykazały jasną przewagę Webba, w wyniku czego Allen uznał zwycięstwo swojego przeciwnika i nie podjął działań kwestionujących wynik. Według oficjalnych, pełnych wyników Allen przegrał wybory z Jimem Webbem zdobywając zaledwie 0,4% mniej głosów (1.175.606 do 1.166.277).